# Eddie Sachs
 Eddie Sachs  és un pilot estatunidenc de curses automobilístiques nascut el 28 de març del 1927 a Allentown (Pennsilvània).
Eddie Sachs va córrer a la Champ Car a les temporades 1957-1964, incloent-hi la cursa de les 500 milles d'Indianapolis dels anys 1957-1964.
Eddie Sachs va morir el 30 de maig del 1964 a Indianapolis, Indiana mentre disputava la cursa de la Indy 500.

## Resultats a l'Indy 500
| Any    | Cotxe  | Sortida | Vel. mitja | Ranking | Final  | Voltes | V. Líder | Retirat     |
| ------ | ------ | ------- | ---------- | ------- | ------ | ------ | -------- | ----------- |
| 1957   | 88     | 2       | 143.872    | 3       | 23     | 105    | 0        | Pistons     |
| 1958   | 88     | 18      | 144.660    | 7       | 22     | 68     | 1        | Junta       |
| 1959   | 44     | 2       | 145.425    | 2       | 17     | 182    | 0        | Accelerador |
| 1960   | 6      | 1       | 146.592    | 2       | 21     | 132    | 21       | Magneto     |
| 1961   | 12     | 1       | 147.481    | 1       | 2      | 200    | 44       | Va acabar   |
| 1962   | 2      | 27      | 146.431    | 27      | 3      | 200    | 0        | Va acabar   |
| 1963   | 9      | 10      | 149.570    | 10      | 17     | 181    | 0        | Accident    |
| 1964   | 25     | 17      | 151.439    | 22      | 30     | 1      | 0        | Accident    |
| Totals | Totals | Totals  | Totals     | Totals  | Totals | 1069   | 66       |             |

| Sortides     | 8  |
| Poles        | 2  |
| Voltes líder | 66 |
| Victòries    | 0  |
| Top 5        | 2  |
| Top 10       | 2  |
| Retirat      | 6  |

## A la F1
El Gran Premi d'Indianapolis 500 va formar part del calendari del campionat del món de la Fórmula 1 entre les temporades 1950 a la 1960.
Els pilots que competien a l'Indy durant aquests anys també eren comptabilitzats pel campionat de la F1.
Eddie Sachs va participar en 4 curses de F1 (del 1957 al 1960), debutant al Gran Premi d'Indianapolis 500 del 1957.

### Palmarès a la F1
- Participacions: 4
- Poles: 1
- Voltes Ràpides: 0
- Victòries: 0
- Podiums: 0
- Punts vàlids per la F1: 0